# جامعة ميسوري
جامعة ميزوري (بالإنجليزية: University of Missouri)، وتُعرف اختصارًا بـ ميزو أو إم يو، هي جامعة بحثية عامة ذات طابع منح الأراضي، تقع في مدينة كولومبيا بولاية ميزوري في الولايات المتحدة. تُعد الجامعة الأكبر في الولاية، وتشكل الحرم الرئيسي من بين أربع جامعات في نظام جامعة ميزوري.
تأسست عام 1839، مما يجعلها أول جامعة عامة تُقام غرب نهر المسيسيبي. وهي عضو في رابطة الجامعات الأمريكية منذ عام 1908، ومُصنفة ضمن فئة جامعات الدكتوراه – ذات نشاط بحثي مرتفع جدًا.
سجّلت الجامعة 31,041 طالبًا في عام 2023، وتُقدّم أكثر من 300 برنامج دراسي موزعة على ثلاثة عشر كلية أكاديمية رئيسية. وتضم الجامعة كلية الصحافة في ميزوري، التي أسسها والتر ويليامز عام 1908، والتي تُعتبر أول كلية صحافة في العالم. وتشرف على إصدار صحيفة يومية تُدعى كولومبيا ميسوريان، كما تُدير محطة تلفزيونية تابعة لشبكة إن بي سي تُعرف باسم كومو.
ويُعد مركز مفاعل أبحاث جامعة ميزوري المصدر الوحيد في الولايات المتحدة لإنتاج نظائر تُستخدم في الطب النووي. كما تُدير الجامعة شبكة الرعاية الصحية لجامعة ميزوري، والتي تشمل عدة مستشفيات وعيادات في وسط ميزوري.
تُشارك فرق الجامعة الرياضية، المعروفة باسم نمور ميزوري، في منافسات الرابطة الوطنية لرياضة الجامعات ضمن مؤتمر الجنوب الشرقي. ويُعتبر تقليد العودة للوطن المنتشر في الجامعات الأمريكية (تقليدٌ يُرحّب فيه بعودة خريجي منظمةٍ ما أو أعضائها السابقين للاحتفال بذكرى تأسيسها) من التقاليد التي نشأت في جامعة ميزوري.